# Joe Jordan (hudebník)
Joe Jordan (rozený Joseph Taylor Jordan; 11. února 1882 Cincinnati – 11. září 1971 Tacoma) byl americký hudebník a skladatel.

## Život
Narodil v Cincinnati v Ohiu, vyrostl v St. Louis v Missouri a hudební vzdělání absolvoval na Lincoln Institute (nyní Lincoln University) v Jefferson City v Missouri.
Navštěvoval veřejné gymnázium a v raném věku začal projevovat velký hudební talent. Začal hrát na housle a postupoval sám do té míry, že jeho matka byla dostatečně povzbuzena k tomu, aby požádala místního německého hudebníka, aby vyučoval Joea na housle a jeho sestru na klavír.
V roce 1900 Joe vystupoval jako houslista a perkusionista s Taborian Bandem v St. Louis. Také vystupoval s Tomem Turpinem, Samem Pattersonem, a Louisem Chauvinem na čtyři klavíry. Složil přes 600 písní, z nichž se některé staly celonárodními hity.